# Escala árabe

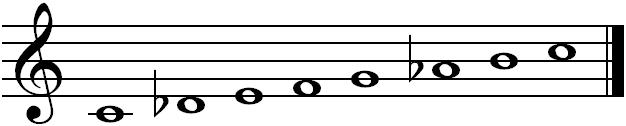
Escala árabe representada com notação musical

A Escala árabe, Escala Bizantina, Escala Cigana-Maior, ou Escala Duplo-Harmônica, é uma escala musical formada por notas bem semelhantes à formação da escala diatônica (modos gregos maiores e menores). A escala árabe pode ser expressa também em sua versão maior (modo Duplo-Harmônico) ou menor (modo menor húngaro/Cigana menor). A escala árabe maior apresenta um alteração de um semiton abaixo no segundo grau (nona menor) e no sexto grau de sua escala (sexta menor). Ex: do - reb - mi - fa - sol - lab - si - do.
•Graus da Escala Duplo-Harmônica ou Árabe Maior:
I     IIb              III     IV    V   VIb           VIIM  VIII
1 st 2b   1,5t   3 st 4 st 5 st 6b  1,5t    7M st 8  (onde "st" é um intervalo de semi-tom, "t" é um tom e "1,5t" é um tom e meio)
Podemos afirmar que a escala árabe maior é uma escala diatônica maior com o II grau e o VI grau abaixados (jônio -9 / -6) e temos um cromatismo de 3 notas seguidas 7+, 8 e -9 e que geralmente é evitado na execução de sua sonoridade. Por causa disso, a escala harmônica dupla apresenta uma simetria radial, ou em torno de sua "raiz" ou nota central. podendo soar como duas escalas dependendo da frase. Se quebramos o cromatismo das três notas afinando a nona(segunda) ou se decaimos a sétima um semitom, respectivamente podemos ter o modo harmônico maior ou o modo frígio dominante (5° modo menor-harmônico ou modo Freygish), cada uma das quais tem ao contrário da escala menor harmônica dupla possuem correspondência completa com formação do acorde diminuto.
Esta escala é referida como "Duplo-Harmônica " porque contém duas tétrades harmônicas com segundos aumentados. Em contraste, tanto a escala harmônico maior quanto a menor harmônica contêm apenas uma segunda aumentada, localizada entre os relativos sexto e o sétimo grau. Contém ainda uma substituição trítona embutida, um acorde de 7 dominante um semitom acima da fundamental, com forte movimento harmônico em direção ao acorde tônico. 
Essa escala não é comumente usada na musica ocidental, pois não segue de perto nenhum dos modos musicais básicos ou se encaixa em progressões de campo harmônicos comuns com cadência autentica. Isso ocorre porque é principalmente usada como escala modal virtuose e não destinada a geração ou progressões de acordes.
A escala Árabe é a unica escala de sete notas em temperamento sonoro igual de 12 tons equivalentes numa divisão geométrica de um circulo completo em 7 partes, totalizando a oitava um giro completo. Seu modo mais conhecido é o seu 4° modo chamado de "menor húngaro/cigano menor".
A escala árabe menor é semelhante a uma escala diatônica menor harmônica (eólio 7+), com uma diferença no IV grau, que é aumentado, sendo um (eólio 4# 7+) produzindo um cromatismo de tres notas (4#, 5, 5#). Ex: lá - si - do - re# - mi - fa - sol# - lá. 

## Exemplo
Escala áraba de Dó, a sequencia intervalar é (t = tom, s = semitom):
s, 3s, s, t, s, 3s, s
A formula é:
1, 2♭, 3, 4, 5, 6♭, 7, 8
Mudança da escala de Dó Maior...
A reprodução de áudio não é suportada no seu ''browser''. Você pode descarregar o ficheiro de áudio.
... para a escala árabe de Dó:
A reprodução de áudio não é suportada no seu ''browser''. Você pode descarregar o ficheiro de áudio.

## Modos
Os modos que seguem a escala árabe são:
| Tipo | Nome da escala             | Modos | Modos | Modos | Modos | Modos | Modos | Modos | Modos |
| ---- | -------------------------- | ----- | ----- | ----- | ----- | ----- | ----- | ----- | ----- |
| 1    | Duplo-Harmônica maior      | 1     | -2    | 3     | 4     | 5     | -6    | 7     | 8     |
| 2    | Lídio #2 #6                | 1     | #2    | 3     | #4    | 5     | #6    | 7     | 8     |
| 3    | Ultrafrígio                | 1     | -2    | -3    | -4    | 5     | -6    | -7    | 8     |
| 4    | Menor-Húngaro/Cigano menor | 1     | 2     | -3    | -4    | 5     | -6    | 7     | 8     |
| 5    | Oriental                   | 1     | -2    | 3     | 4     | -5    | 6     | -7    | 8     |
| 6    | Jônio 2# 5#                | 1     | 2#    | 3     | 4     | 5#    | 6     | 7     | 8     |
| 7    | Lócrio -3 -7               | 1     | -2    | -3    | 4     | -5    | -6    | -7    | 8     | I   II   III   IV#    V   VI    VII    VII